# Château de Plassenburg

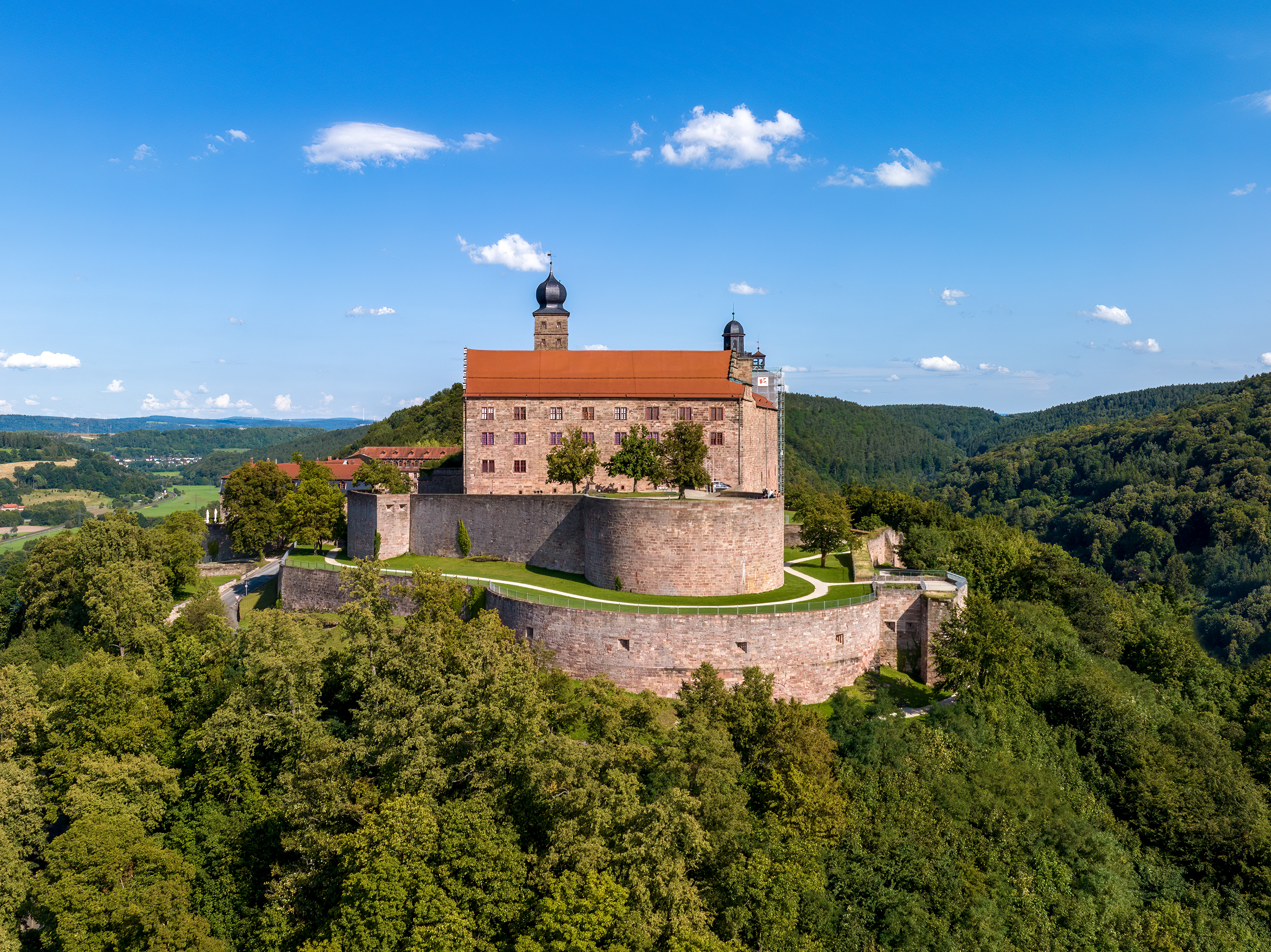
Château de Plassenburg

Le château de Plassenburg est un château construit sur les hauteurs de la ville de Kulmbach en Bavière. Il est un des châteaux les plus impressionnants d'Allemagne, symbole de la ville. Longtemps il fut considéré comme un modèle de construction de forteresse.
Le château de Plassenburg fut cité pour la première fois en 1135 sous le règne du comte Berchtold II d'Andechs. Dès 1340, les membres de la Maison de Hohenzollern résidèrent dans ce château. En 1554, le château fut détruit et reconstruit par l'architecte Caspar Vischer. En 1810, la ville de Külmbach échut à la Bavière. Ce château fut utilisé comme prison, puis comme hôpital militaire.
Ce château, est géré par l'administration des châteaux, jardins et lacs de l'état bavarois, accueille différents musées : le musée des Figurines en étain riche de quelque 300 000 sujets, le musée régional du Main supérieur et des collections nationales d'art. C'est un lieu de rendez-vous pour différents événements culturels.